# Carcarèrs e Senta Crotz
Carcarèrs e Senta Crotz (en francès Carcarès-Sainte-Croix) és un municipi francès situat al departament de les Landes i a la regió de la Nova Aquitània.

## Demografia
| 1962                                       | 1968 | 1975 | 1982 | 1990 | 1999 | 2007 |
| ------------------------------------------ | ---- | ---- | ---- | ---- | ---- | ---- |
| 400                                        | 405  | 309  | 407  | 426  | 434  | 473  |
| Des de 1962: població sense dobles comptes |      |      |      |      |      |      |

## Administració
| Període | Identitat        | Partit |
| ------- | ---------------- | ------ |
| 2001-   | Philippe Dubourg | PS     |